# Soso Liparteliani
Soso Liparteliani, född den 3 februari 1971 i Khopuri, Georgiska SSR, Sovjetunionen, är en georgisk judoutövare.
Han tog OS-brons i herrarnas halv mellanvikt i samband med de olympiska judotävlingarna 1996 i Atlanta.